# Bless the Beasts and Children (banda sonora)
La banda sonora de la película de 1971 Bless the Beasts and Children consta de música de The Carpenters, Barry De Vorzon, Perry Botkin Jr. y Renee Armand. Incluía el tema principal de The Carpenters "Bless the Beasts and Children", así como "Cotton's Dream", más tarde conocido como "Nadia's Theme" desde 1976 en adelante. También ha sido el tema principal de la exitosa telenovela The Young and the Restless desde 1973 hasta el presente.

## Lista de canciones
1. "Bless the Beasts and Children"
2. "Cotton's Dream" (más tarde conocida como "Nadia's Theme")
3. "Down the Line"
4. "Bless the Beasts and Children (Reprise #1)"
5. "Lost"
6. "Bless the Beasts and Children (Reprise #2)"
7. "Down the Line (Reprise)"
8. "Journey's End"
9. "Stampede"
10. "Free"
11. "Requiem"[1]